# Gerald Zschorsch
Gerald Zschorsch (* 25. Dezember 1951 in Elsterberg) ist ein deutscher Schriftsteller.

## Leben
Wegen Gerald Zschorschs Solidaritätsbekundungen mit dem Reformprojekt des Prager Frühlings und des Verteilens von antisowjetischen Flugblättern wurde er 1968 verhaftet. Von 1970 bis 1971 arbeitete er als Regieassistent und Bühnenarbeiter am Theater in Plauen. Auf einem Vierländertreffen 1972 in Plauen wurde Zschorsch, der dort eigene Gedichte rezitiert hatte, erneut verhaftet und zu fünfeinhalb Jahren verschärften Strafvollzugs verurteilt. 1974 wurde ihm die Staatsbürgerschaft der DDR aberkannt. Zschorsch wurde auf Veranlassung der Bundesregierung als politischer Häftling freigekauft und übersiedelte in die Bundesrepublik.
Er studierte Literatur und Philosophie in Gießen bei Odo Marquard. Seitdem lebt er als freier Autor in Frankfurt am Main. 1982 wurde er für den Ingeborg-Bachmann-Preis nominiert. Zschorsch wurde 1980 ausgezeichnet mit einem Stipendium in der Villa Massimo und erhielt 2001 die Adolf-Mejstrik-Ehrengabe für Lyrik, einen Preis der Deutschen Schillerstiftung von 1859. 2006/2007 war er Stipendiat des Internationalen Künstlerhauses Villa Concordia in Bamberg. Seit 2010 ist er Mitglied der Sächsischen Akademie der Künste.
Auf Gedichte und Gefängnisnotate unter dem Titel „Glaubt bloß nicht, daß ich traurig bin“ (mit einem Vorwort von Rudi Dutschke) folgten Gedichte mit knapperen sarkastischen und erotischen rätsel-, spruch- und dann doch wieder liedhaften Versen. Gerald Zschorsch bleibt Dichter, selbst wenn er, selten, Prosa schreibt. „Torhäuser des Glücks“ enthält sämtliche bisher veröffentlichten und im letzten Kapitel, „Eizahn“, 50 neue Gedichte.

## Werke
- Glaubt bloß nicht, dass ich traurig bin. Prosa, Lieder. Mit einem Vorwort von Rudi Dutschke, einem Nachwort von Karl Corino und Grafiken von Sieghard Pohl. Verlag europäische ideen, Berlin 1977. ISBN 3-921572-02-9.
- Schattenstadt. Ein Prosafragment, ein Funkspiel und 16 Gedichte. Verlag europäische ideen, Berlin 1978, ISBN 3-921572-26-6.
- Glaubt bloß nicht, dass ich traurig bin. Prosa, Lieder, Gedichte. Mit dem ans Ende gesetzten Text von Rudi Dutschke. Suhrkamp Verlag, Frankfurt am Main 1981. ISBN 3-518-11071-3.
- Der Duft der anderen Haut. Gedichte. Suhrkamp, Frankfurt am Main 1982. ISBN 3-518-11117-5.
- Klappmesser. Gedichte. Suhrkamp, Frankfurt am Main 1983. ISBN 3-518-04499-0.
- Stadthunde. Gedichte. Klett-Cotta, Stuttgart 1986. ISBN 3-608-95446-5.
- Sturmtruppen. Gedichte. Klett-Cotta, Stuttgart 1987. ISBN 3-608-95447-3.
- Gambit. Gedichte und Zeichnungen. Klett-Cotta, Stuttgart 1988. ISBN 3-608-95560-7.
- Spitznasen. Gedichte. Klett-Cotta, Stuttgart 1990. ISBN 3-608-95548-8.
- In den Straßen. Gedichte aus Frankfurt. Ausgewählt und mit einem Nachwort von Hubert Arbogast. Klett-Cotta, Stuttgart 1994. ISBN 3-608-93219-4.
- Eiserner Felix. Gedichte. Klett-Cotta, Stuttgart 1996. ISBN 3-608-93413-8.
- Torhäuser des Glücks. Die Gedichte. Mit einem Nachwort von Lorenz Jäger. Suhrkamp, Frankfurt am Main 2004. ISBN 3-518-45683-0.
- Czerwonka. Gedichte. Mit einem Nachwort von Artur Becker. Suhrkamp, Frankfurt am Main 2006. ISBN 978-3-518-41836-9.
- Zur elften Stunde. Gedichte. Suhrkamp, Berlin 2009. ISBN 978-3-518-24131-8.
- Es war einmal eine Frau. Gedichte, ausgewählt von Lorenz Jäger. Mit einem Nachwort von Ingo Schulze. Berlin Verlag, Berlin 2011. ISBN 978-3-8270-0991-3.